# Революция 1848 года в Воеводине

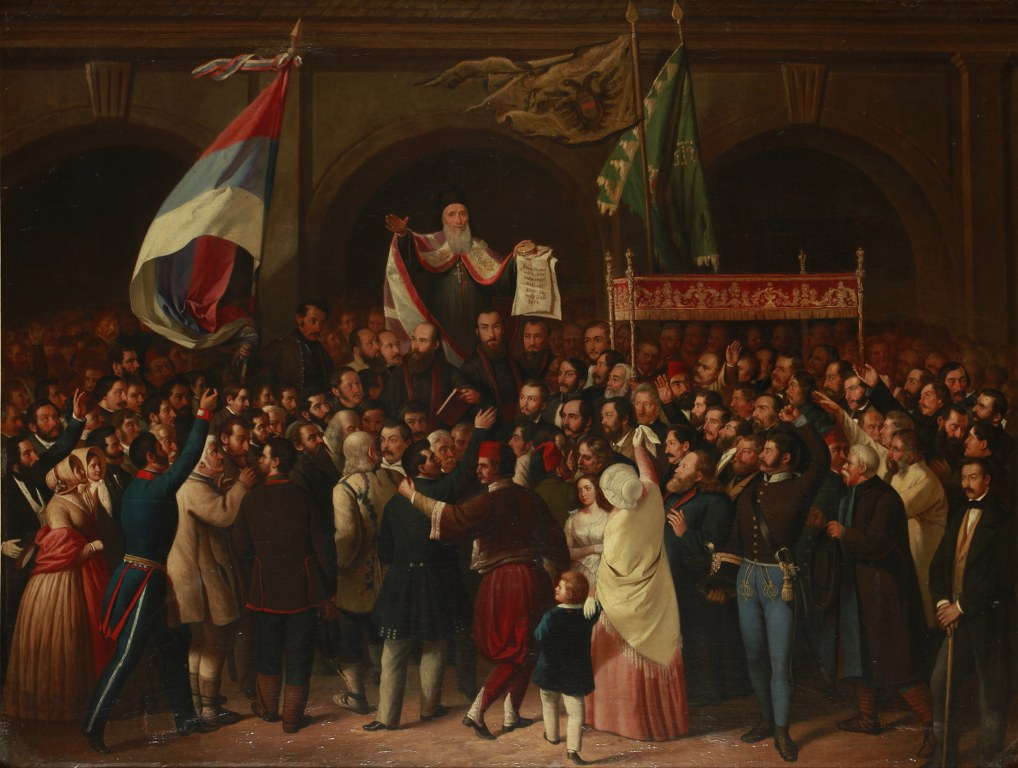
Майская скупщина

Революция 1848 года в Воеводине (серб. Српска револуција) представляла собой реакцию местных сербов на политику мадьяризации, проводимой лидерами Венгерской революции.

## Предыстория
На фоне пробуждения национального самосознания венгров, пробудилось и национальное самосознание австрийских сербов. Поначалу сербы приветствовали венгерскую революцию как кампанию по децентрализации Австрийской империи. Однако требование автономии и расширения прав сербского языка не нашло понимания у лидеров венгерской революции.

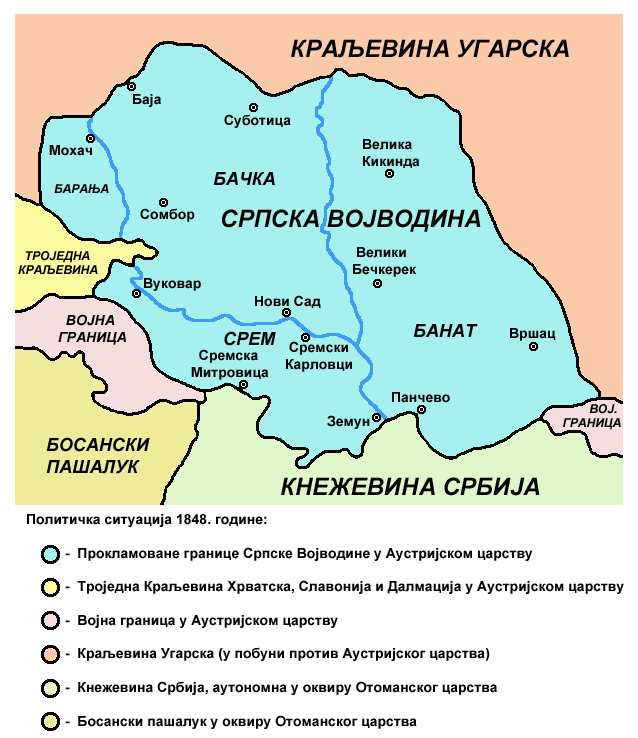
Карта Сербской Воеводины

В 1830 году венгерская интеллигенция добилась введения в землях венгерской короны венгерского языка в качестве официального для местных органов власти. Ранее таковым была латынь. В 1843 году венгерский стал официальным языком в образовательных учреждениях Венгрии. Между тем, другие народы, жившие на территории Венгрии, не получили таких прав для своих языков. Отказ лидеров венгерского национального движения признать право сербов на употребление сербского на государственной службе и в сфере образования сильно обострил сербско-венгерские отношения.

## Ход событий
1 мая 1848 года в городе Сремски-Карловци была собрана Майская скупщина, которая провозгласила создание Сербcкой Воеводины (территория Баната, Бачки и Бараньи). Новое образование декларировало независимость от Венгрии, но признавало сюзеренитет австрийской короны. Правителем автономии стал православный патриарх Иосиф (Раячич), а предводителем сербских отрядов стал воевода Шупликац.
Сербские отряды координировали свои действия с войском хорватского бана Елачича. В июне 1848 года вооруженные силы Воеводины, состоящие как из регулярных граничарских отрядов, так и из добровольческих формирований, вступили в бои с венгерской армией на территории Бачки и Баната. Из Княжества Сербия прибыло множество добровольцев во главе с воеводой Стеваном Кничанином. В феврале 1849 года отряды сербского генерала Теодоровича занимали город Вршац
Весной 1849 года венгерские отряды Перцеля разорили Воеводину и восстановили венгерский контроль над этой территорией. 12 июня 1849 года венгерский гарнизон крепости Петроварадин обстрелял из пушек Нови-Сад, разрушив четыре пятых зданий города.
Однако вмешательство русской армии привело к поражению Венгерской революции.

## Дальнейшие события
18 ноября 1849 г. императорским указом на части территории Срема, Бачки и Баната была создана провинция Сербская Воеводина и Темишский Банат. Земли, составляющие провинцию, были выведены из-под юрисдикции Пешта и напрямую подчинялись Вене. Одним из важнейших следствий революции 1848 года в Воеводине стал тот факт, что появился сам топоним Воеводина, который стал восприниматься как неотъемлемая часть Сербии.